# Gergely Kitka
Gergely Kitka (ur. 16 sierpnia 1980 w Segedynie) – węgierski wioślarz.

## Osiągnięcia
- Mistrzostwa Świata – Mediolan 2003 – dwójka bez sternika wagi lekkiej – 5. miejsce[1].
- Mistrzostwa Świata – Monachium 2007 – czwórka podwójna wagi lekkiej – 8. miejsce[1].
- Mistrzostwa Świata – Linz 2008 – jedynka wagi lekkiej – 20. miejsce[1].
- Mistrzostwa Europy – Brześć 2009 – czwórka bez sternika wagi lekkiej – 8. miejsce[1].